# NGC 2222
NGC 2222 (другие обозначения — ESO 121-25, AM 0619-573, PGC 18835) — спиральная галактика с перемычкой (SBa) в созвездии Живописца. Открыта Джоном Гершелем в 1834 году.
Этот объект входит в число перечисленных в оригинальной редакции «Нового общего каталога».

## Характеристики
Составляет физическую пару с почти идентичной галактикой NGC 2221, находящейся от неё в 2,80′ или ~30 килопарсеках (расстояние в проекции на картинную плоскость) к югу. Оба компонента пары проявляют в спектрах эмиссионные линии; у NGC 2222 видны эмиссионные линии однократно и дважды ионизованного кислорода, а также эмиссионные линии водорода Hβ и Hγ (серия Бальмера). Согласно более поздним исследованиям, галактика входит в состав изолированного триплета TS 33, состоящего из NGC 2221, NGC 2222 и ESO 161-1 — спиральной галактики с перемычкой, находящейся в 2,93′ к северо-западу от NGC 2222.

## Расположение в созвездии Живописец
|  |  |